# Orleans (Iowa)
Orleans es una ciudad ubicada en el condado de Dickinson en el estado estadounidense de Iowa. En el Censo de 2010 tenía una población de 608 habitantes y una densidad poblacional de 215,96 personas por km².

## Geografía
Orleans se encuentra ubicada en las coordenadas 43°26′31″N 95°5′31″O / 43.44194, -95.09194. Según la Oficina del Censo de los Estados Unidos, Orleans tiene una superficie total de 2.82 km², de la cual 2.79 km² corresponden a tierra firme y (0.74%) 0.02 km² es agua.

## Demografía
Según el censo de 2010, había 608 personas residiendo en Orleans. La densidad de población era de 215,96 hab./km². De los 608 habitantes, Orleans estaba compuesto por el 99.01% blancos, el 0.16% eran afroamericanos, el 0% eran amerindios, el 0.49% eran asiáticos, el 0% eran isleños del Pacífico, el 0.16% eran de otras razas y el 0.16% pertenecían a dos o más razas. Del total de la población el 0.33% eran hispanos o latinos de cualquier raza.